# Euryopis spinigera
Euryopis spinigera là một loài nhện trong họ Theridiidae.
Loài này thuộc chi Euryopis. Euryopis spinigera được Octavius Pickard-Cambridge miêu tả năm 1895.